# Diospyros thwaitesii
Diospyros thwaitesii là một loài thực vật có hoa trong họ Thị. Loài này được (Hiern) Bedd. mô tả khoa học đầu tiên năm 1874.